# Xanthopimpla punctata
Xanthopimpla punctata är en stekelart som först beskrevs av Fabricius 1781.  Xanthopimpla punctata ingår i släktet Xanthopimpla och familjen brokparasitsteklar. Inga underarter finns listade i Catalogue of Life.